# Novoivanivka, Krasnoperekopsk
Novoivanivka (în ucraineană Новоіванівка) este un sat în comuna Mahazînka din raionul Krasnoperekopsk, Republica Autonomă Crimeea, Ucraina.

## Demografie
Componența lingvistică a localității Novoivanivka
     Rusă (64,18%)
     Ucraineană (19,62%)
     Tătară crimeeană (8,23%)
     Alte limbi (0,89%)
Conform recensământului din 2001, majoritatea populației localității Novoivanivka era vorbitoare de rusă (64,18%), existând în minoritate și vorbitori de ucraineană (19,62%) și tătară crimeeană (8,23%).